# Alamogordo
Alamogordo er en amerikansk by og administrativt centrum i det amerikanske county Otero County i staten New Mexico. I 2000 havde byen et indbyggertal på 35.582.